# Biserica reformată din Păcureni
Biserica reformată din Păcureni este un monument istoric aflat pe teritoriul satului Păcureni, comuna Glodeni. În Repertoriul Arheologic Național, monumentul apare cu codul 117159.03.

## Localitatea
Păcureni (în maghiară Pókakeresztúr) este un sat în comuna Glodeni din județul Mureș, Transilvania, România. Prima mențiune documentară a satului este din anul 1336.

## Biserica
Biserica, inițial catolică, era dedicată Sfintei Cruci. Era o biserică gotică mică, cu ferestre înguste și ziduri masive de piatră. În momentul renovării sale în 1901, ancadramentele vechi ale ferestrelor și ușilor au fost îndepărtate. Porticurile foarte frumoase de la intrările de vest și de sud au fost vândute la momentul renovării.

## Vezi și
- Păcureni, Mureș

## Imagini

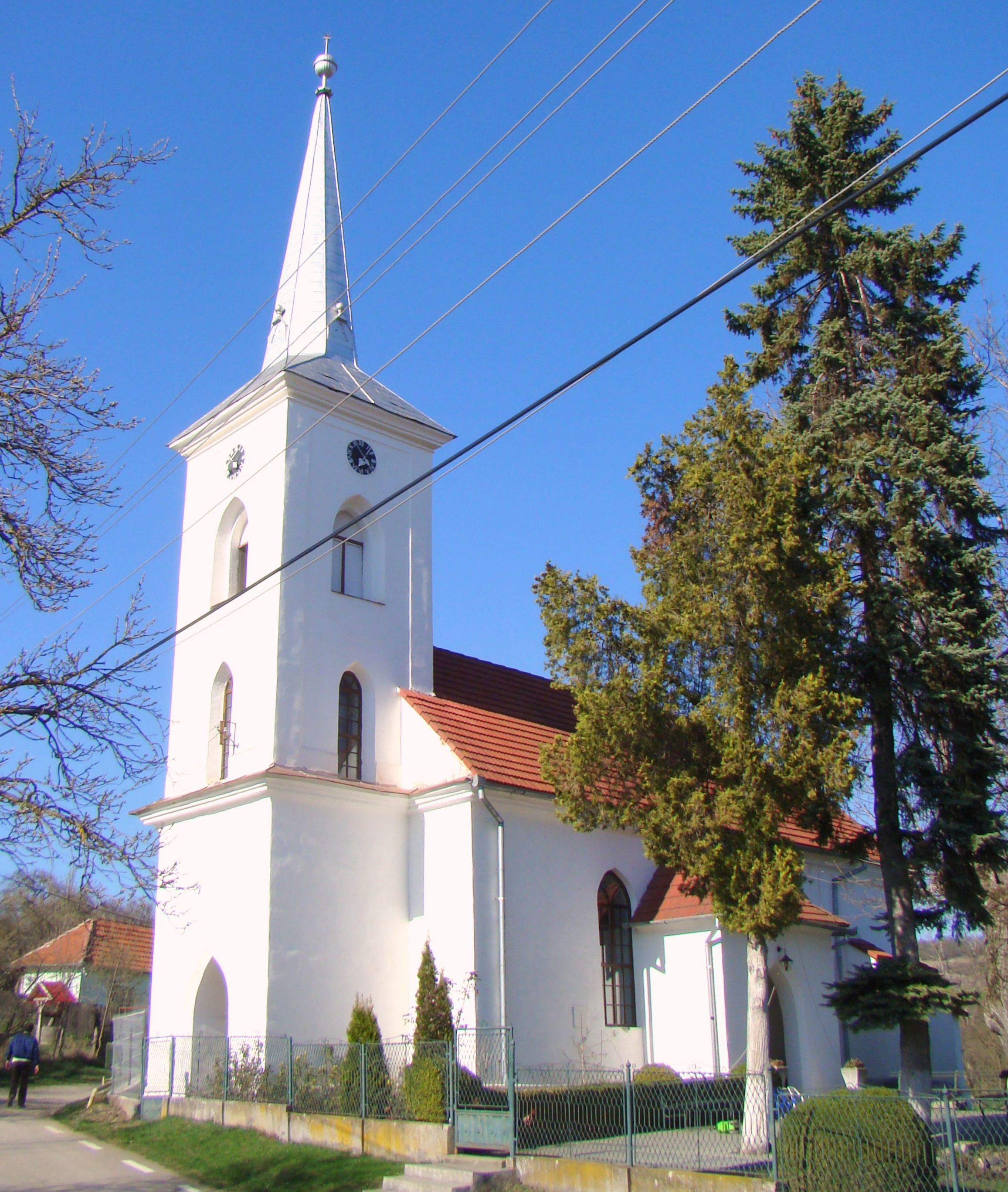
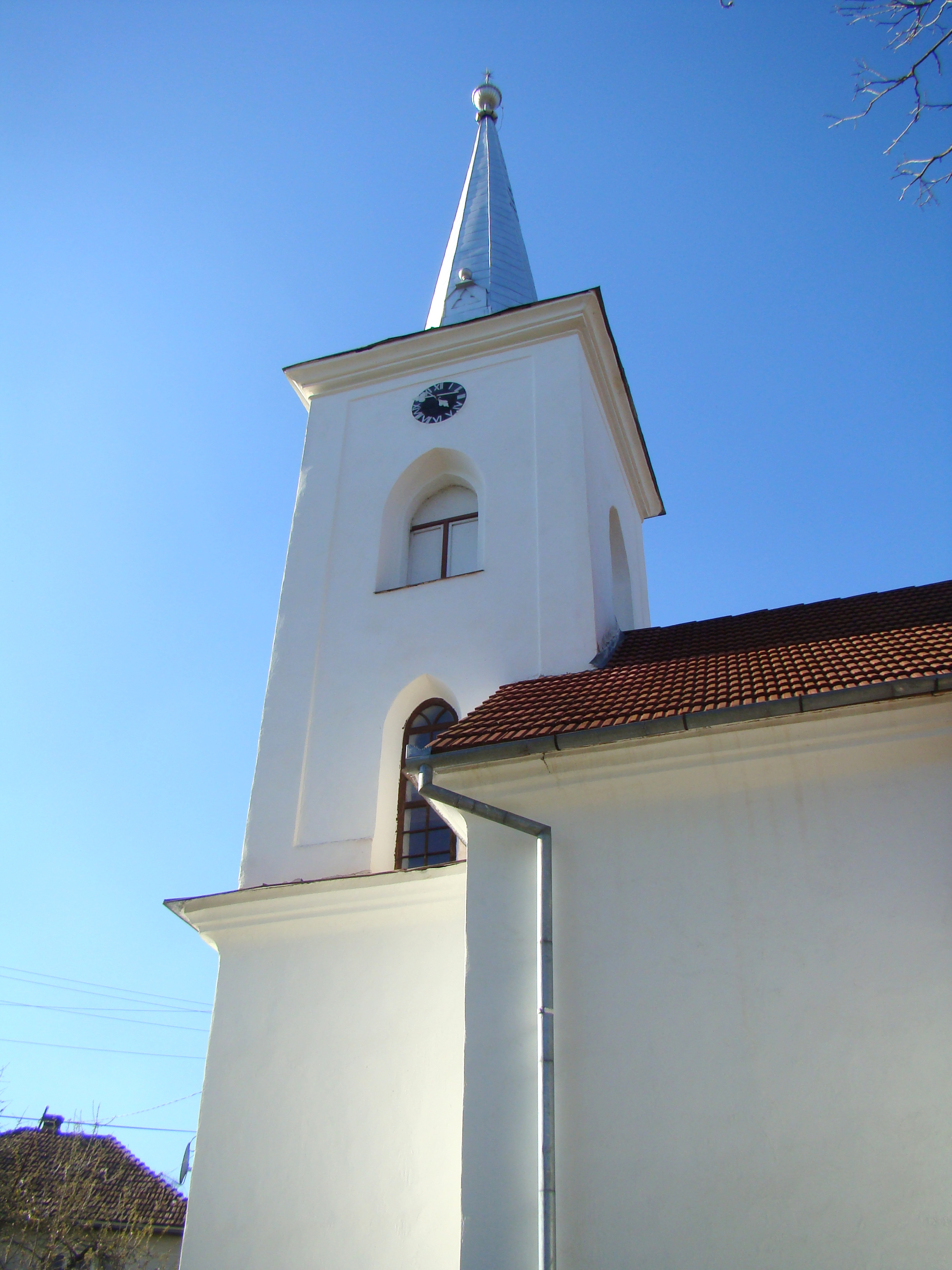
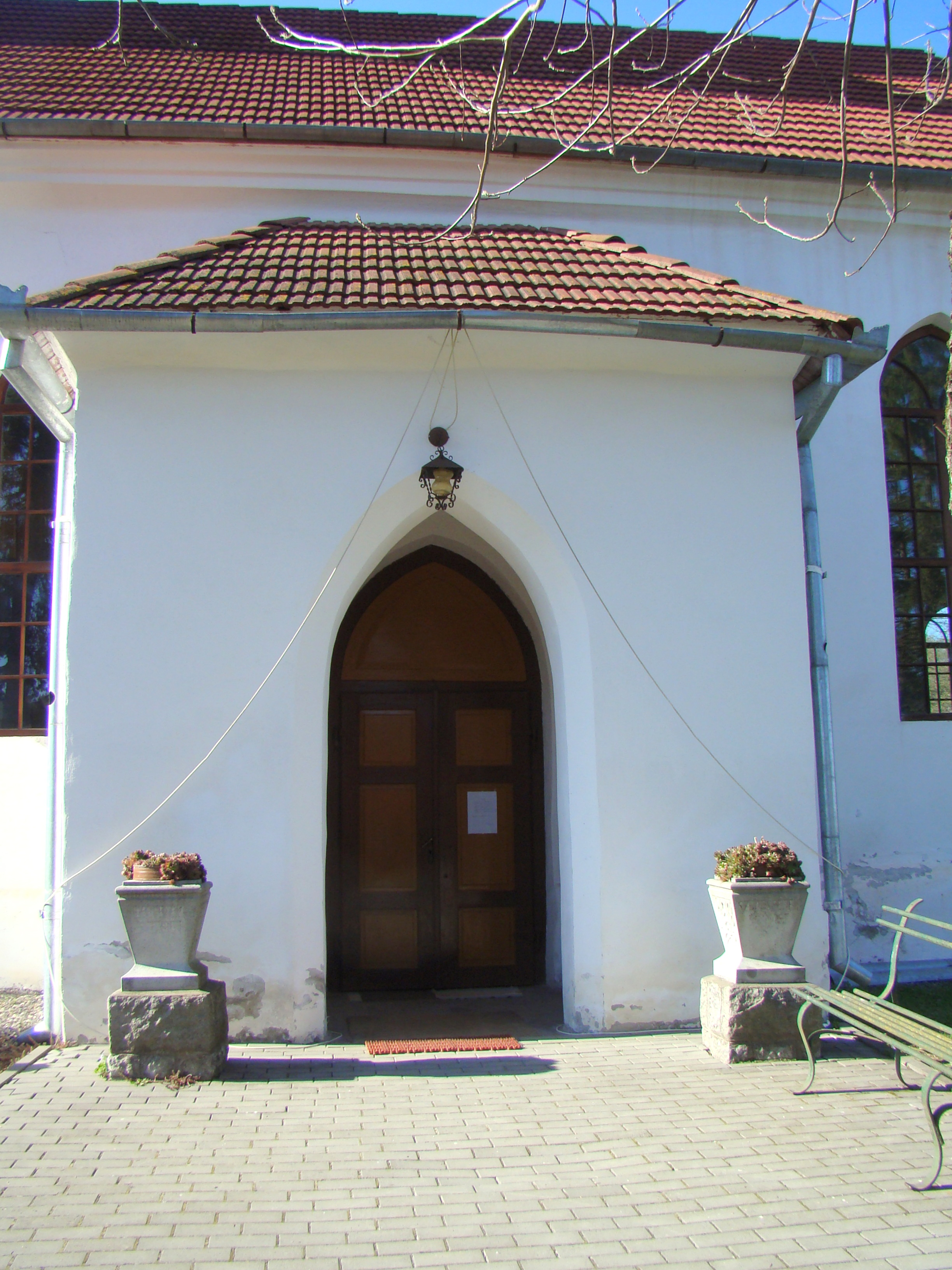
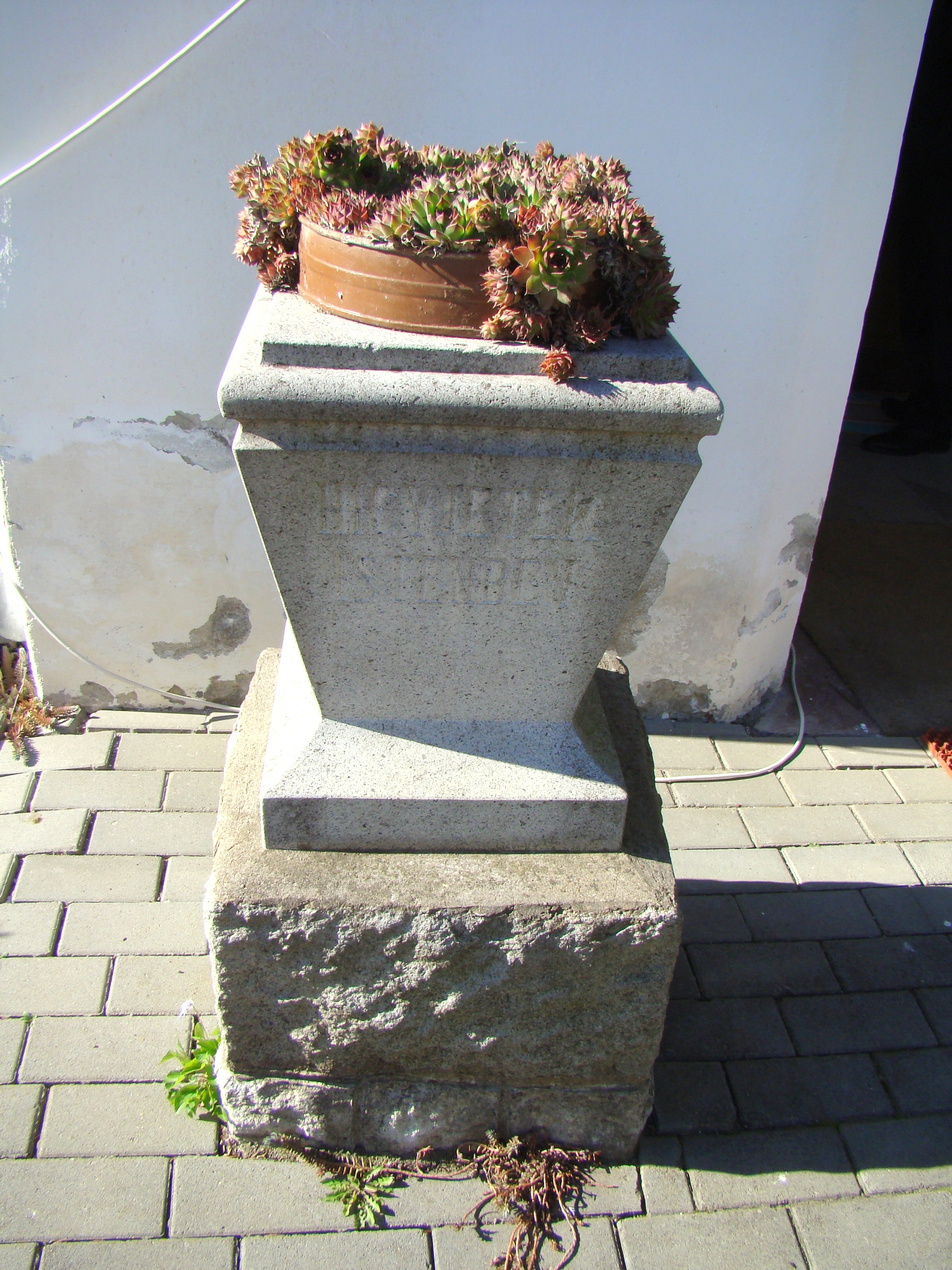
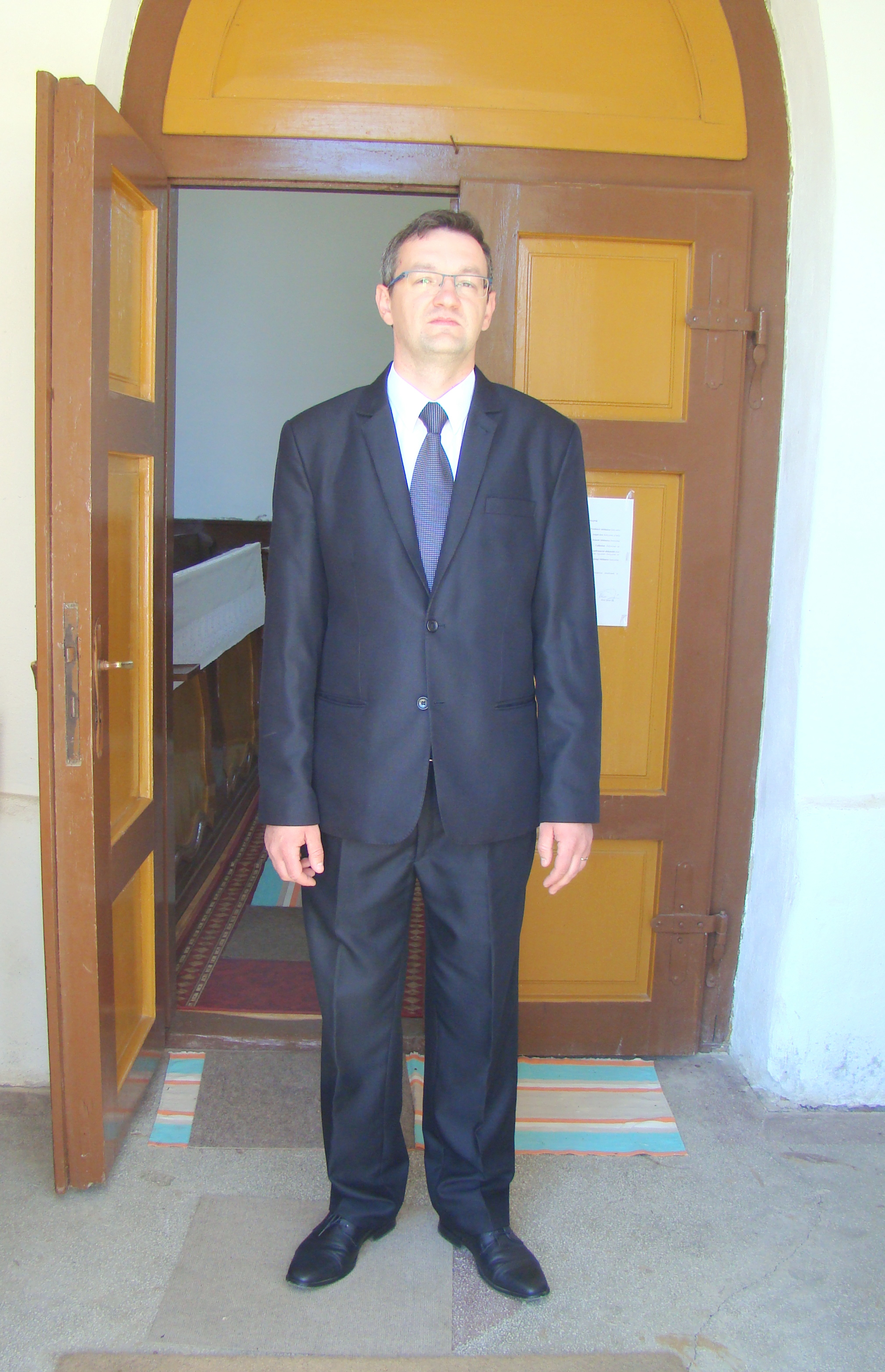
Pastorul reformat din parohia Păcureni
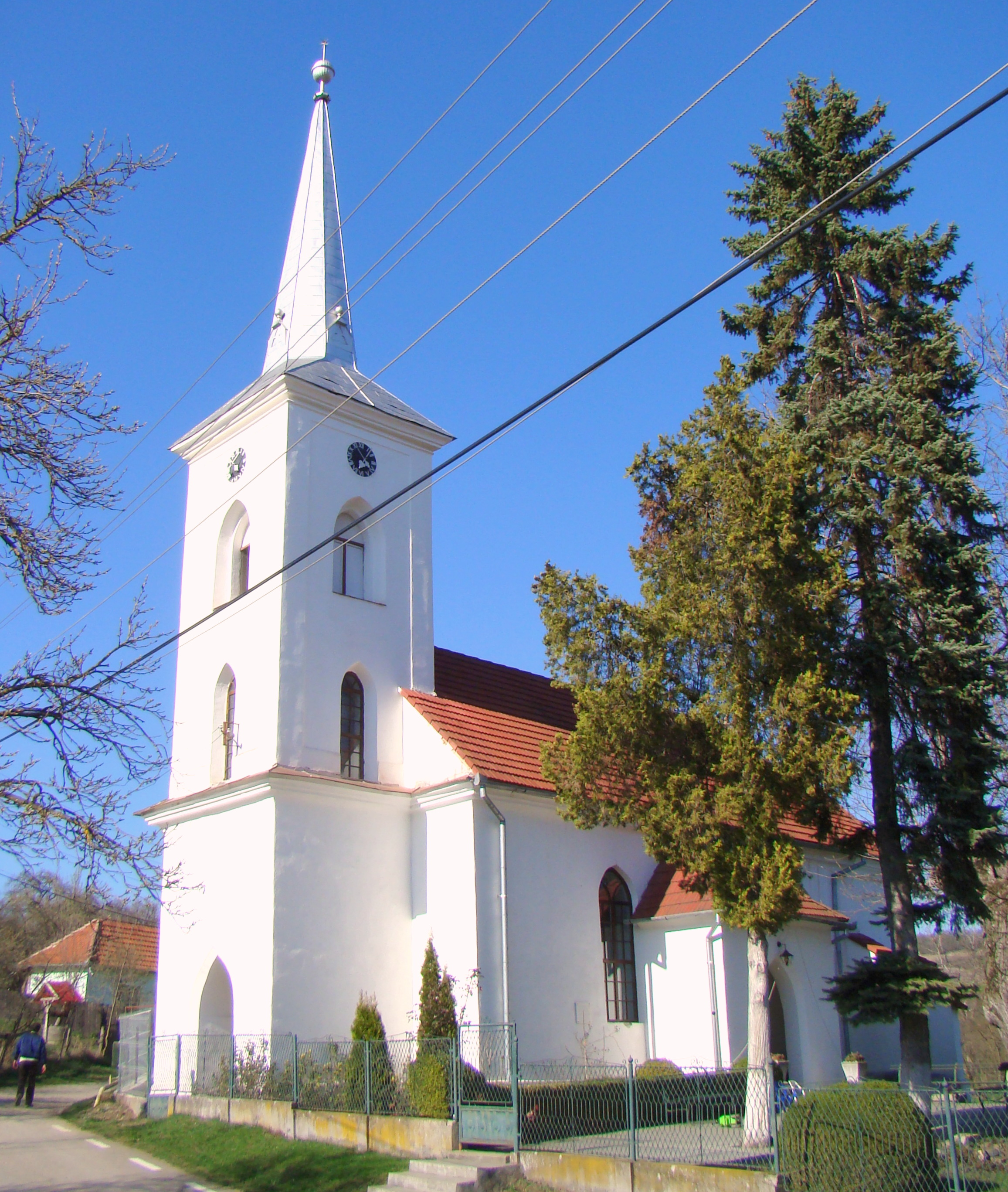
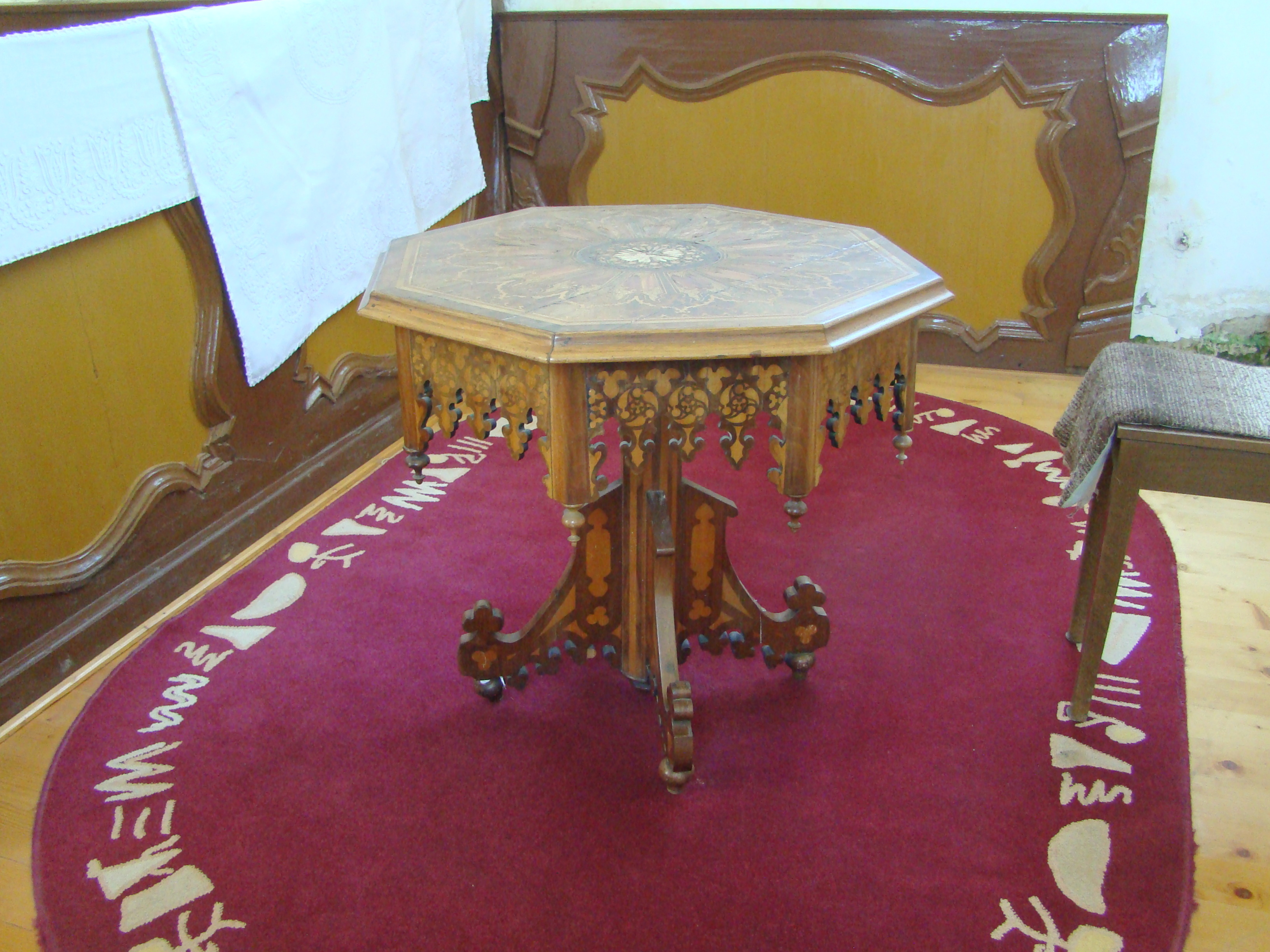
Masa Domnului
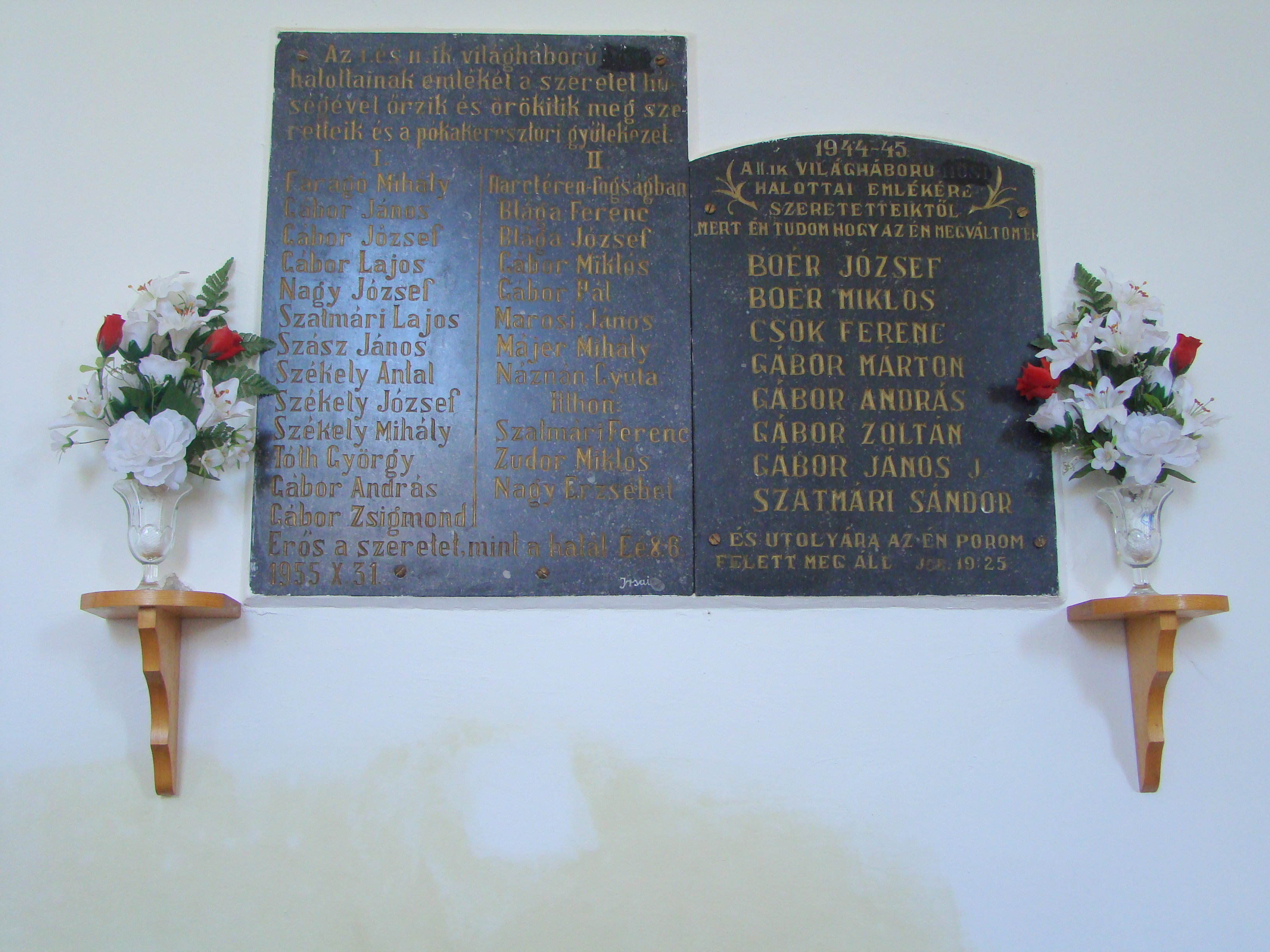
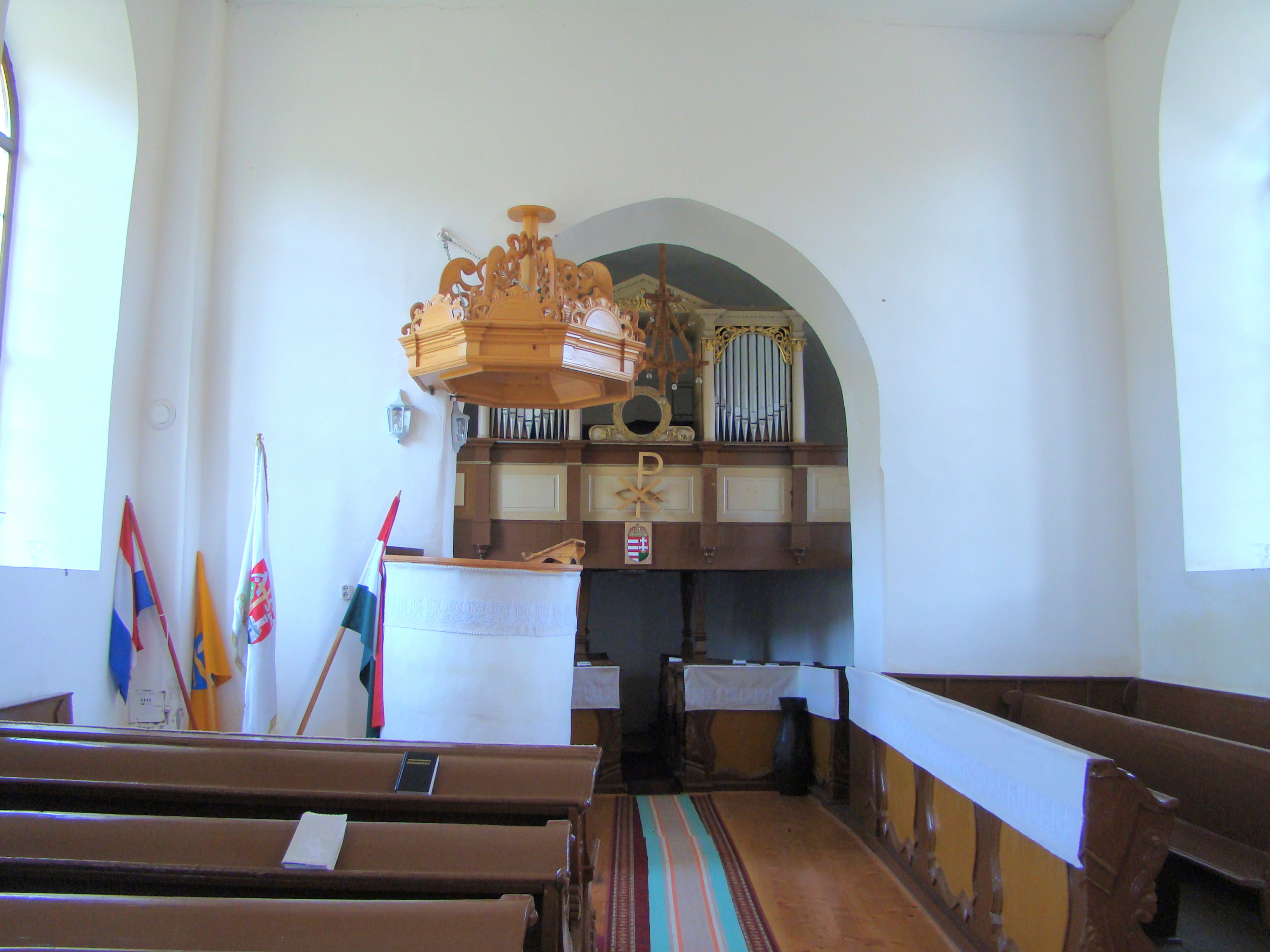
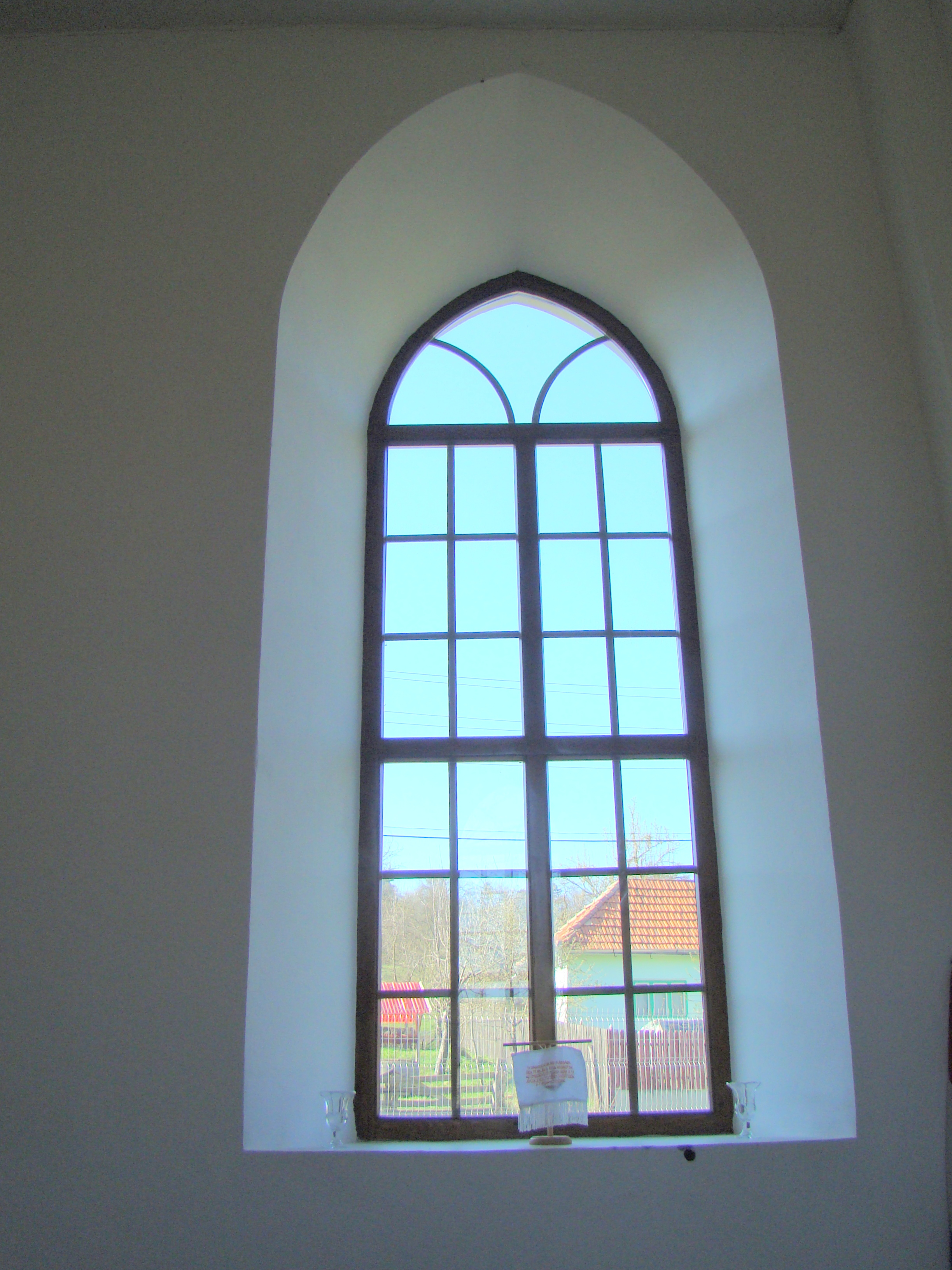
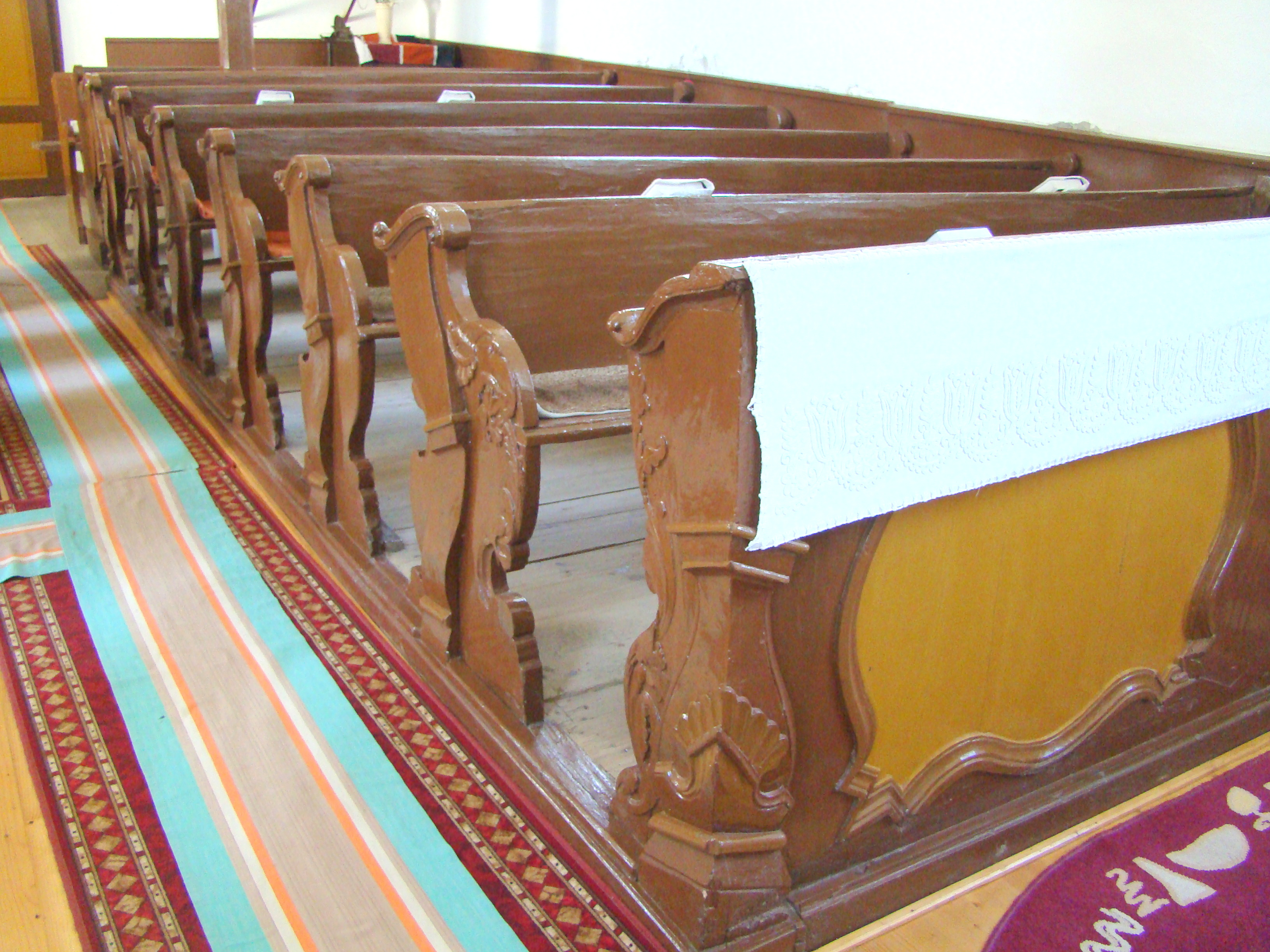
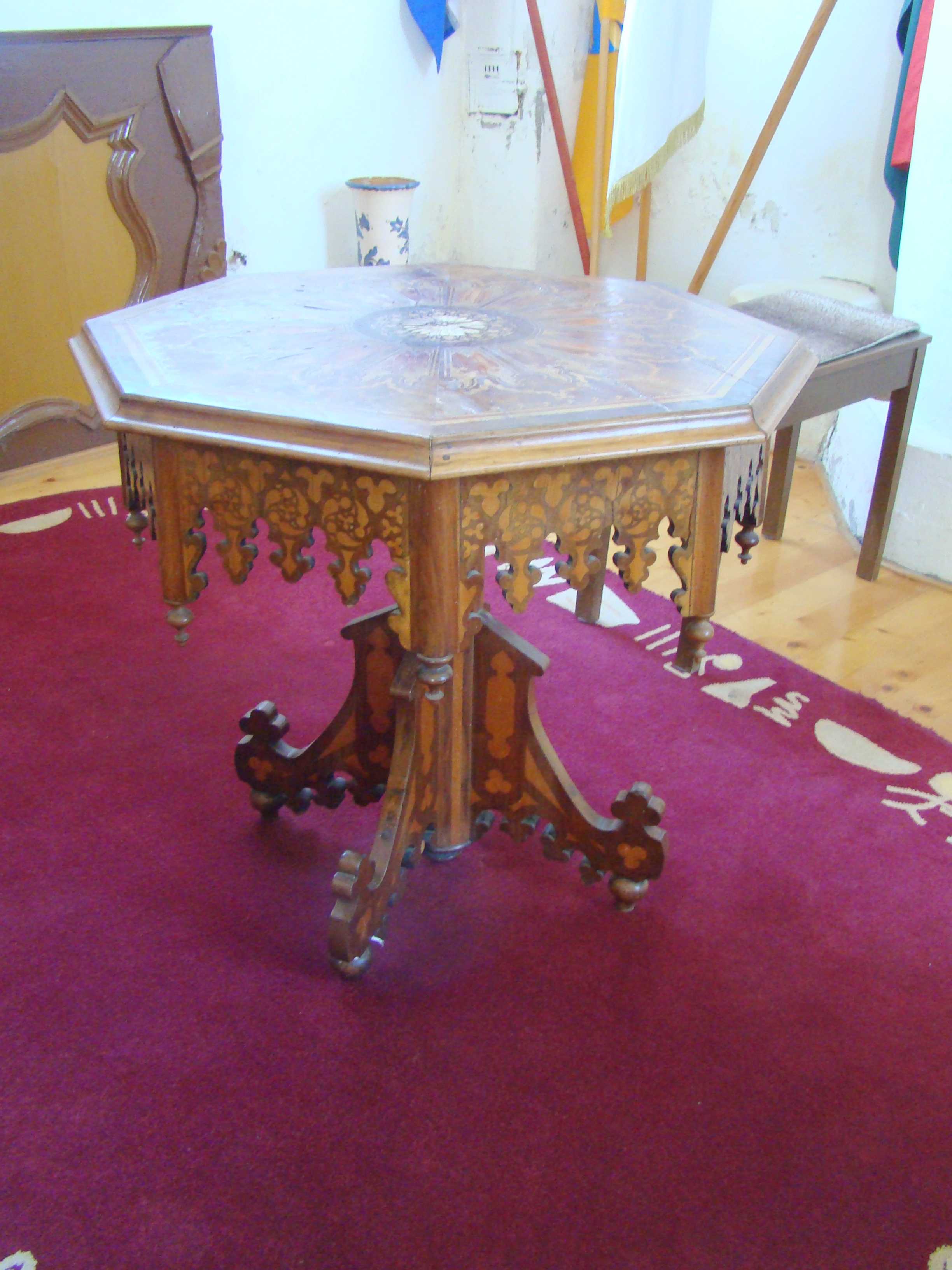
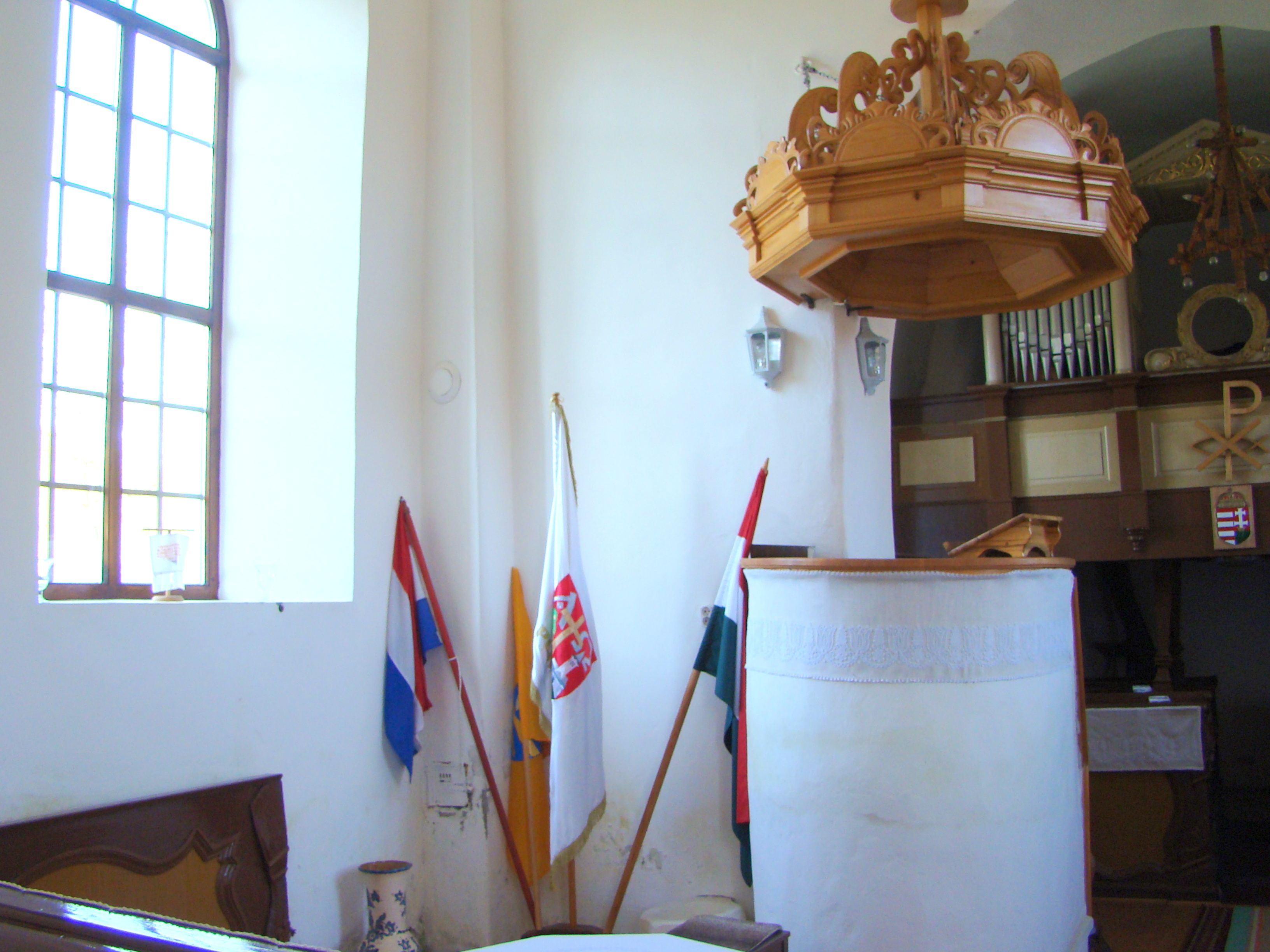
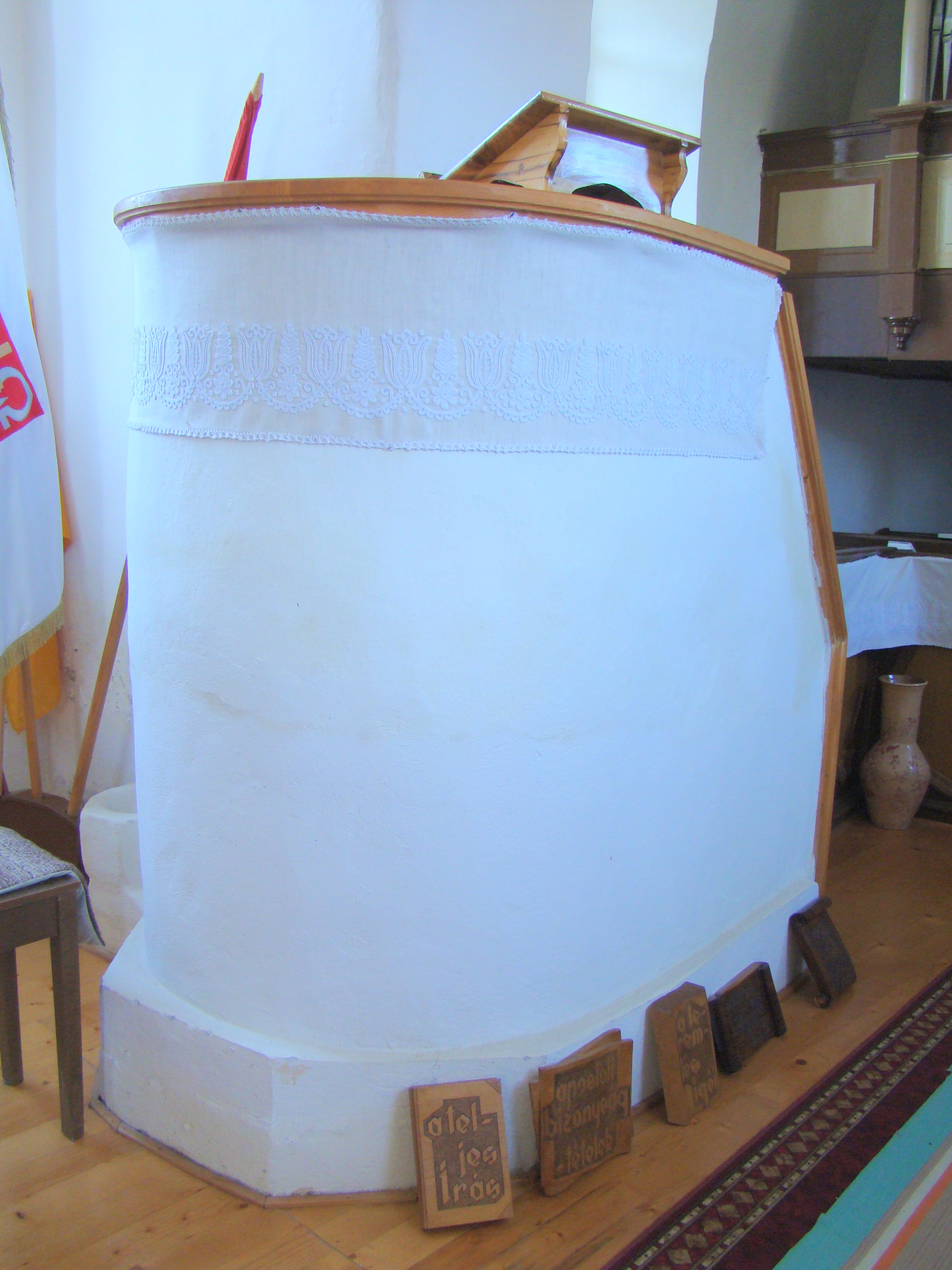
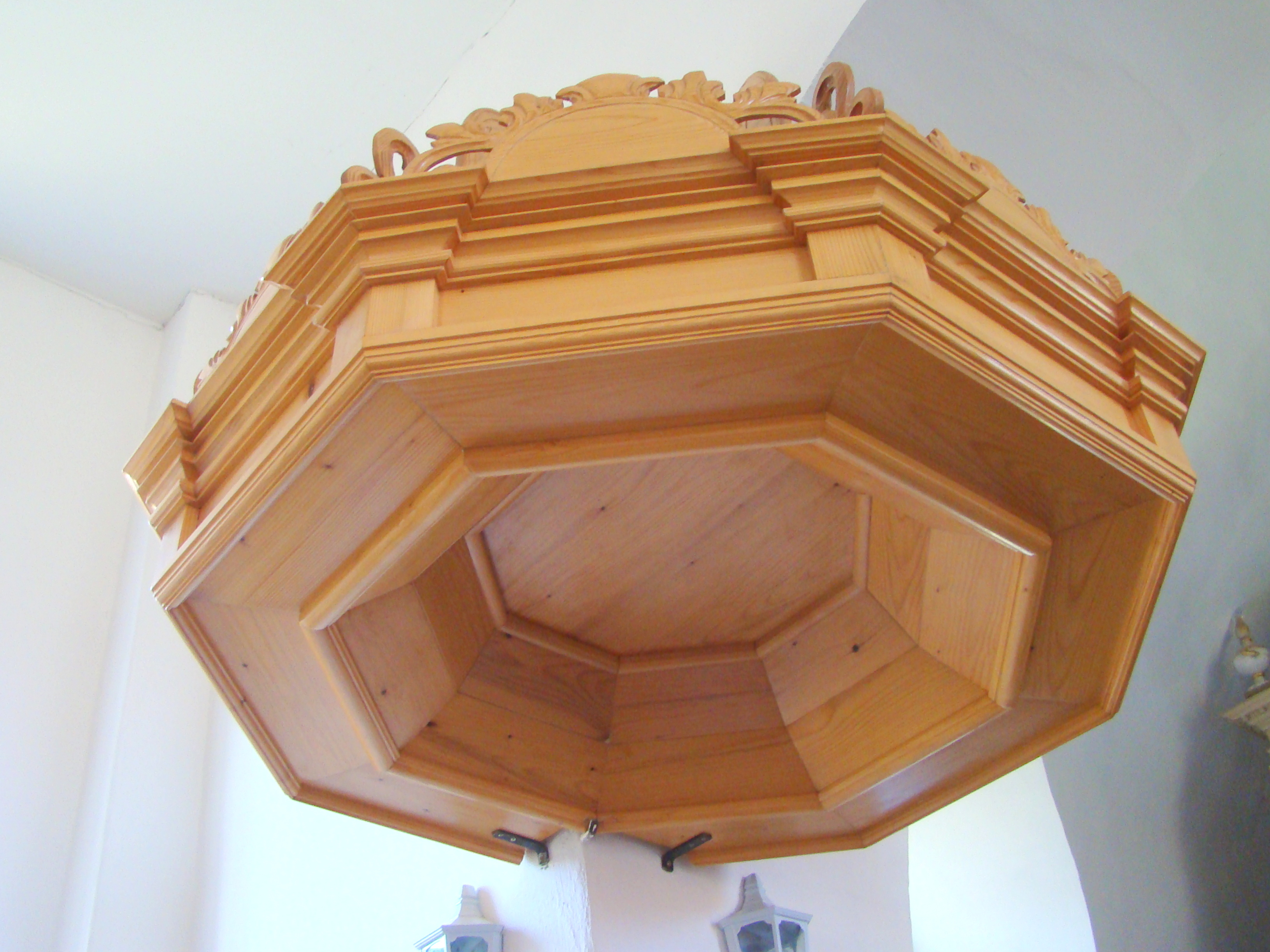
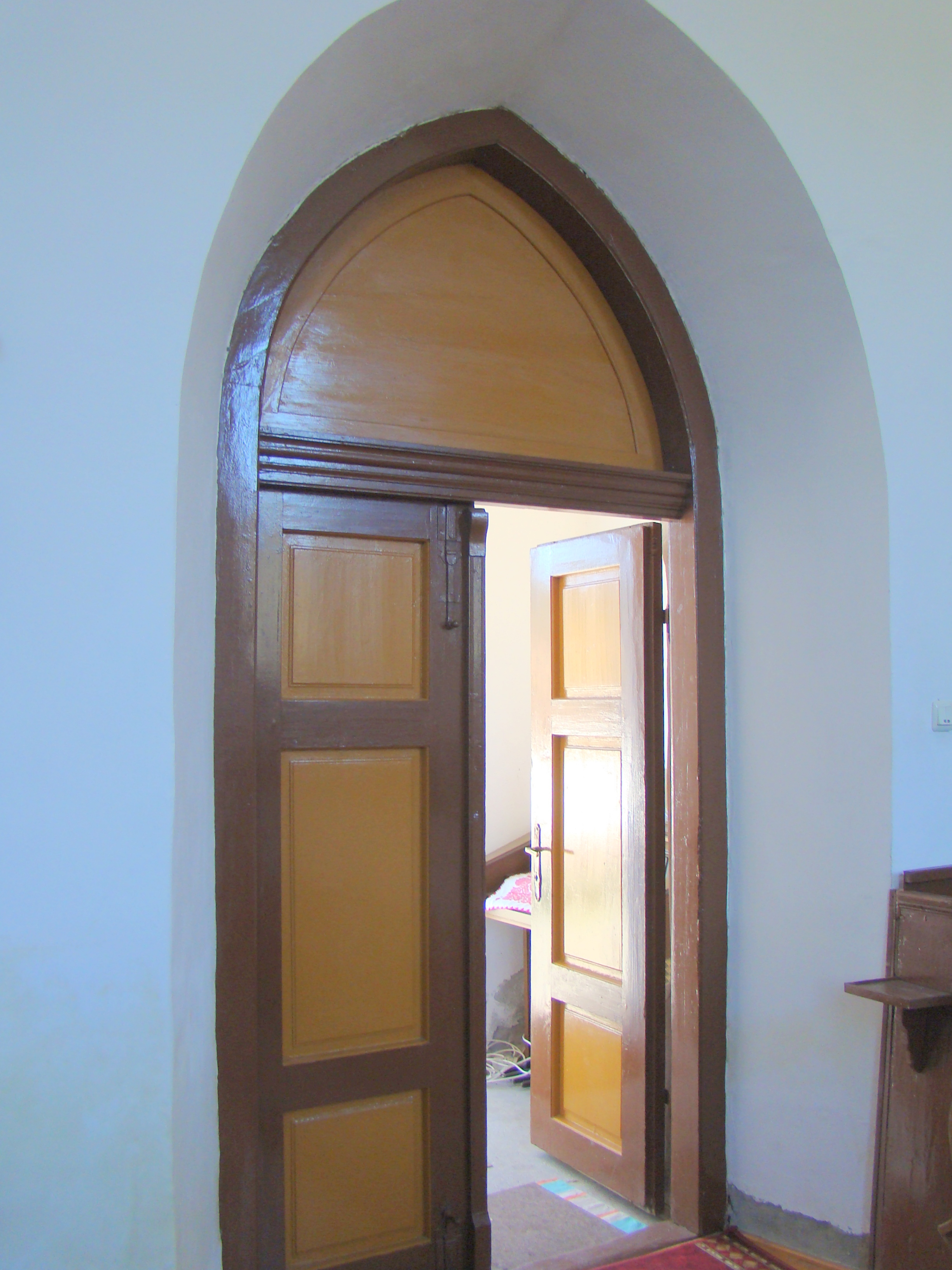
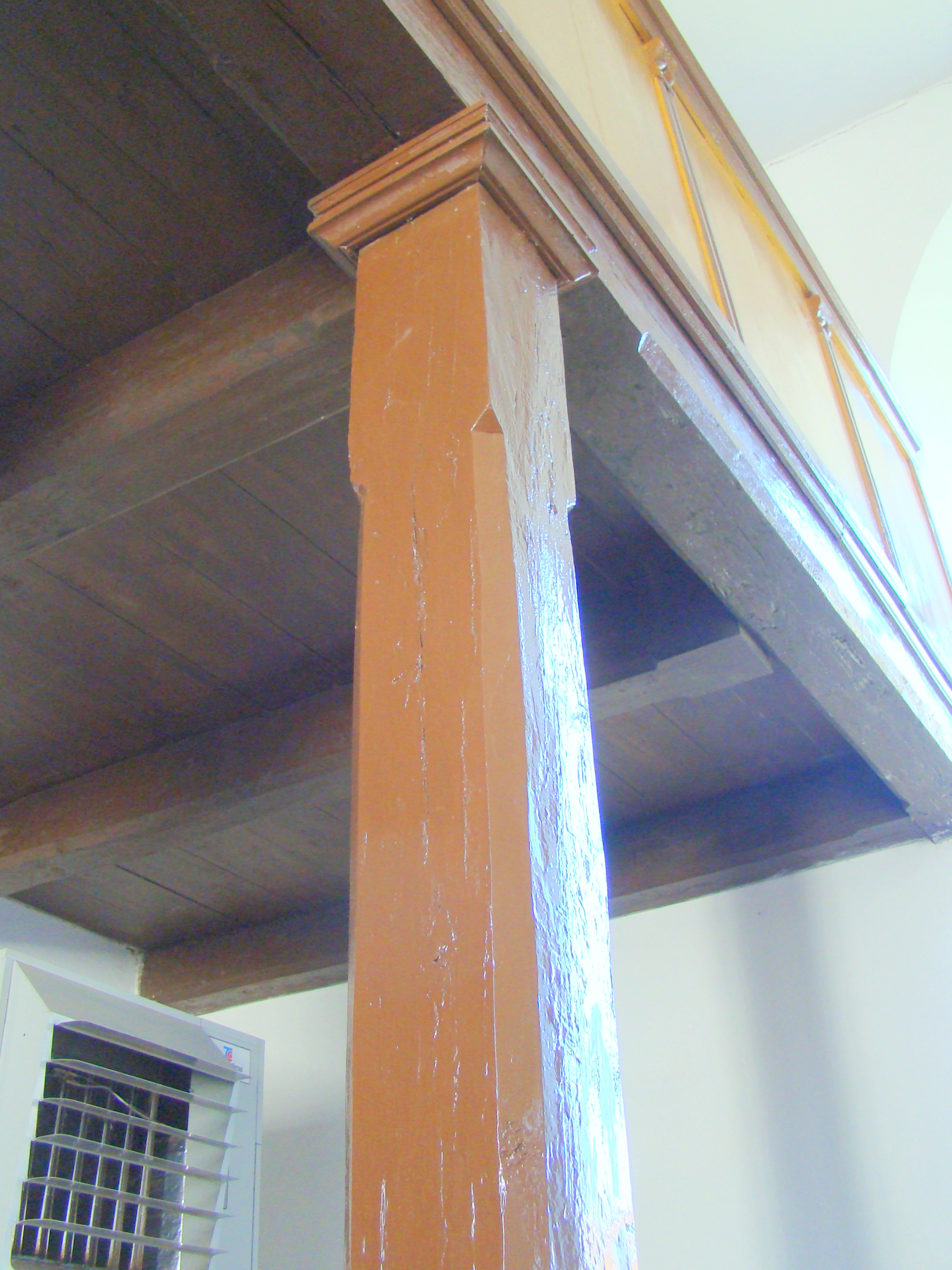
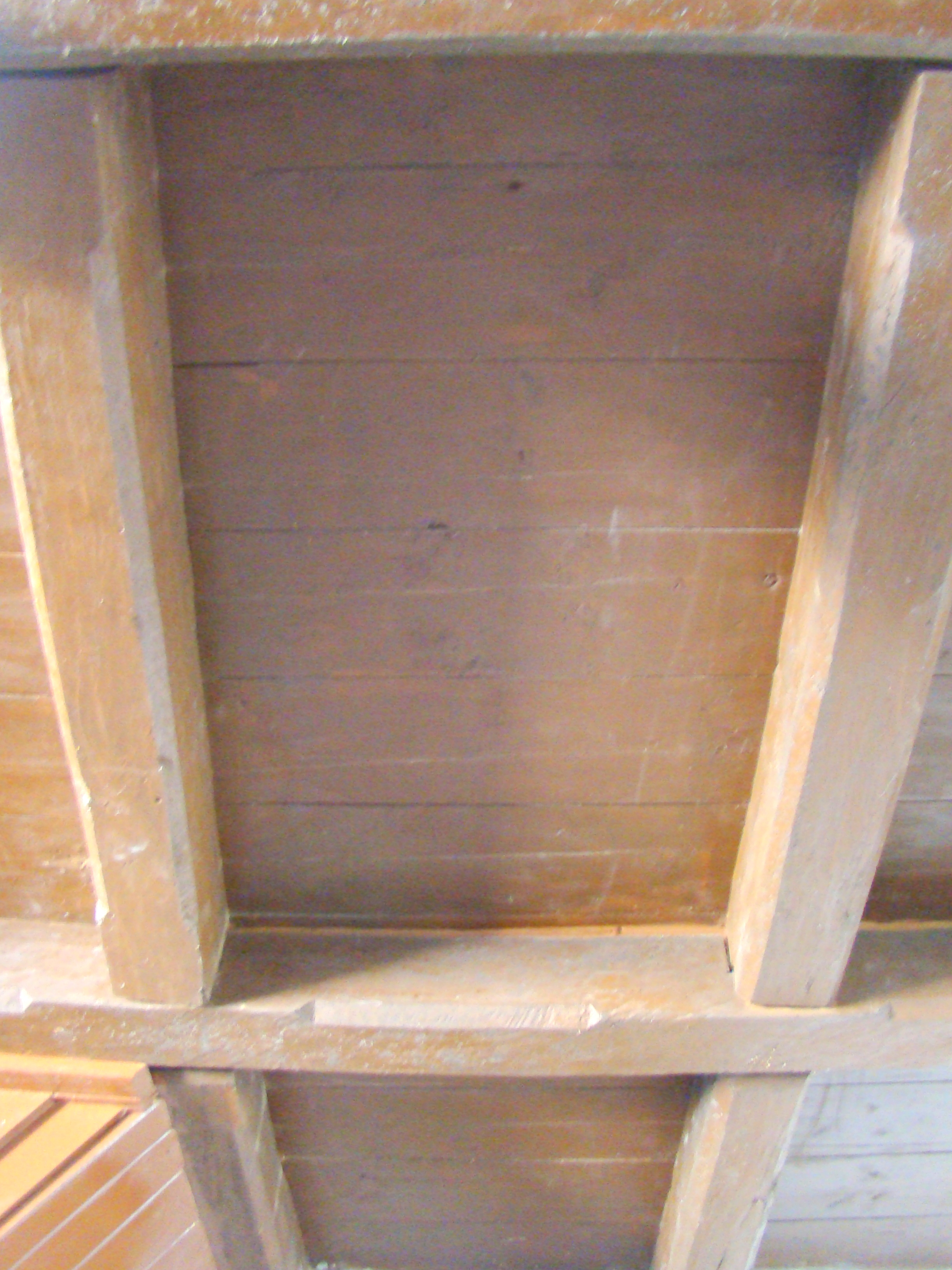
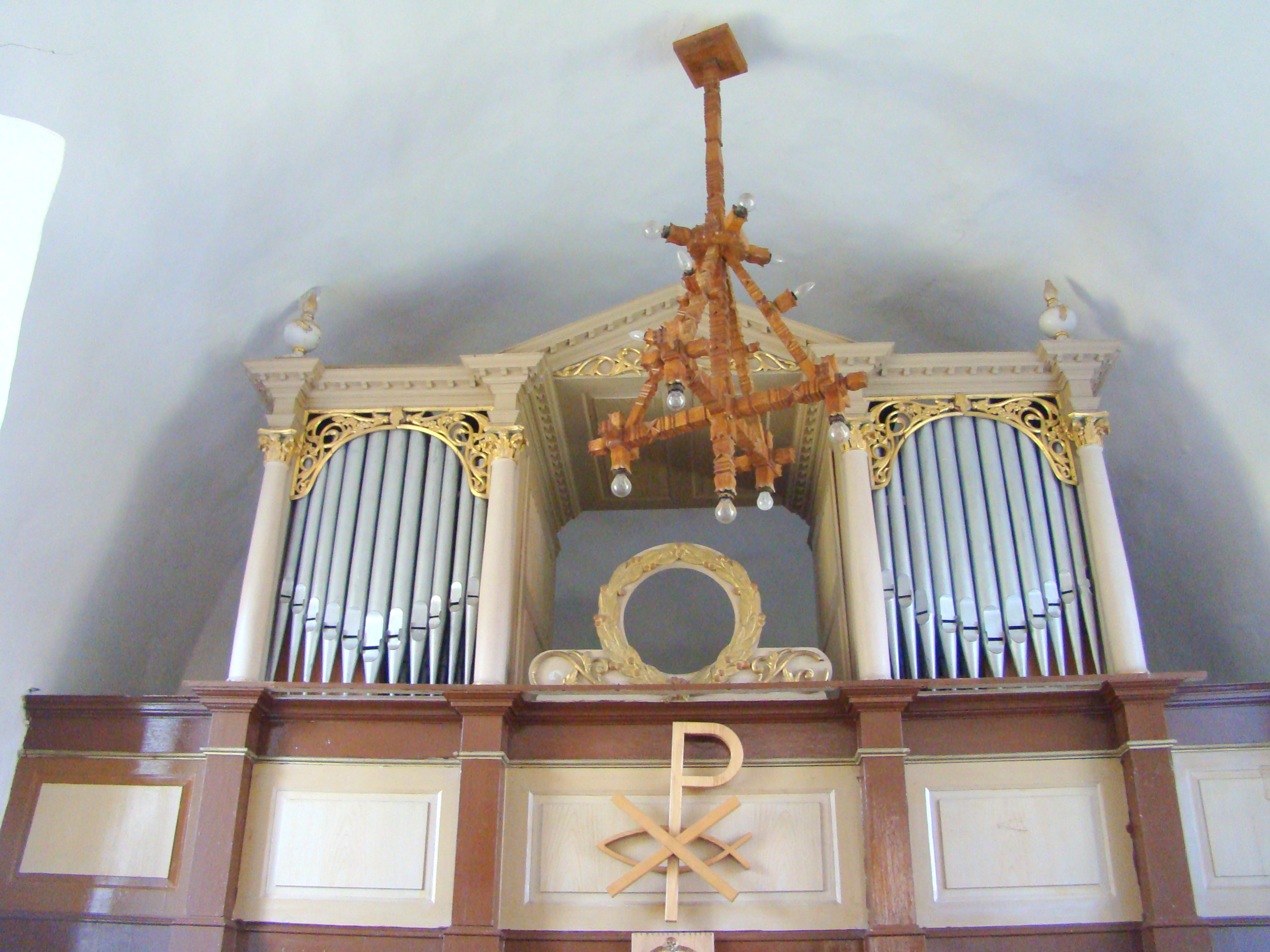
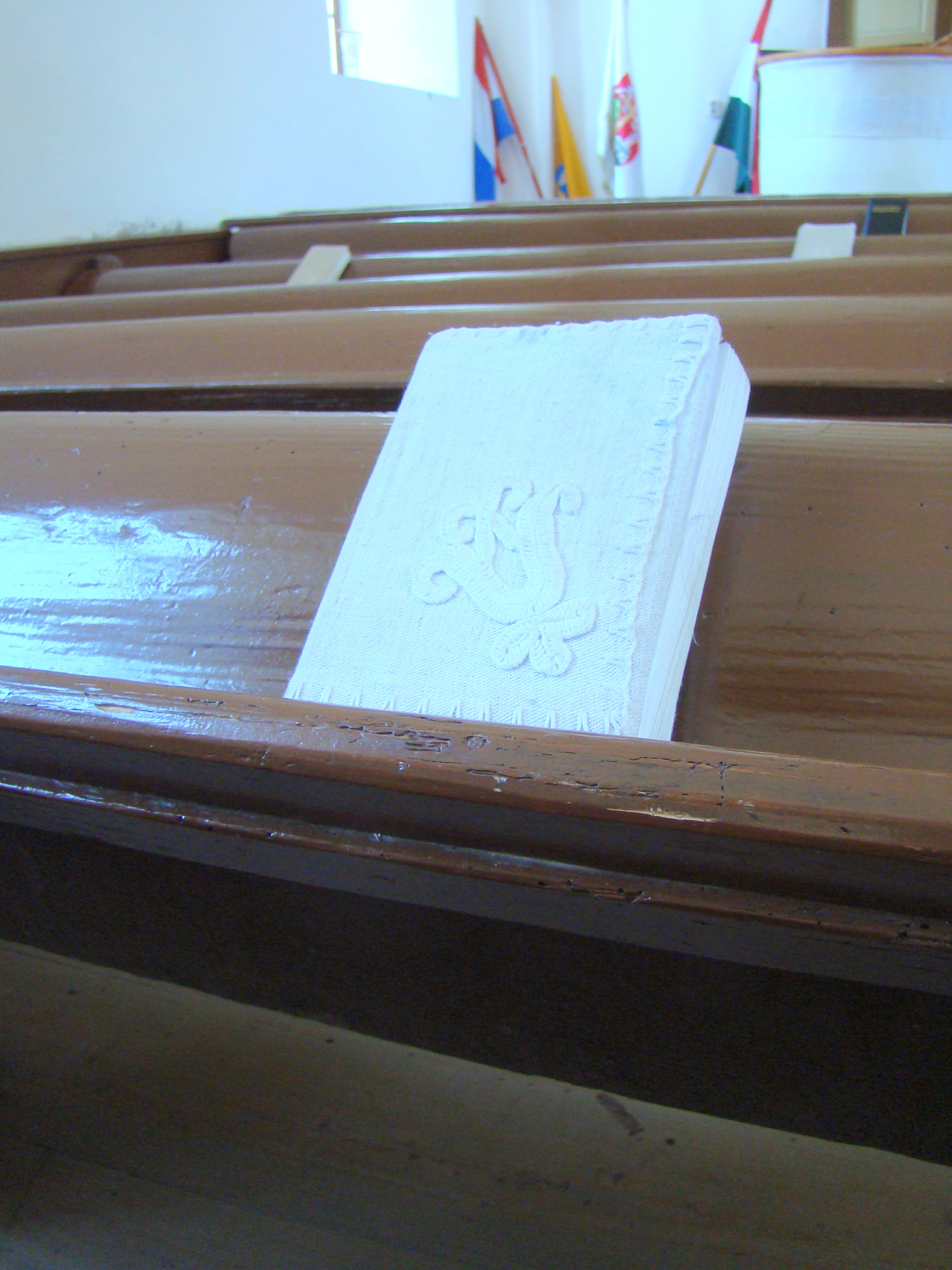
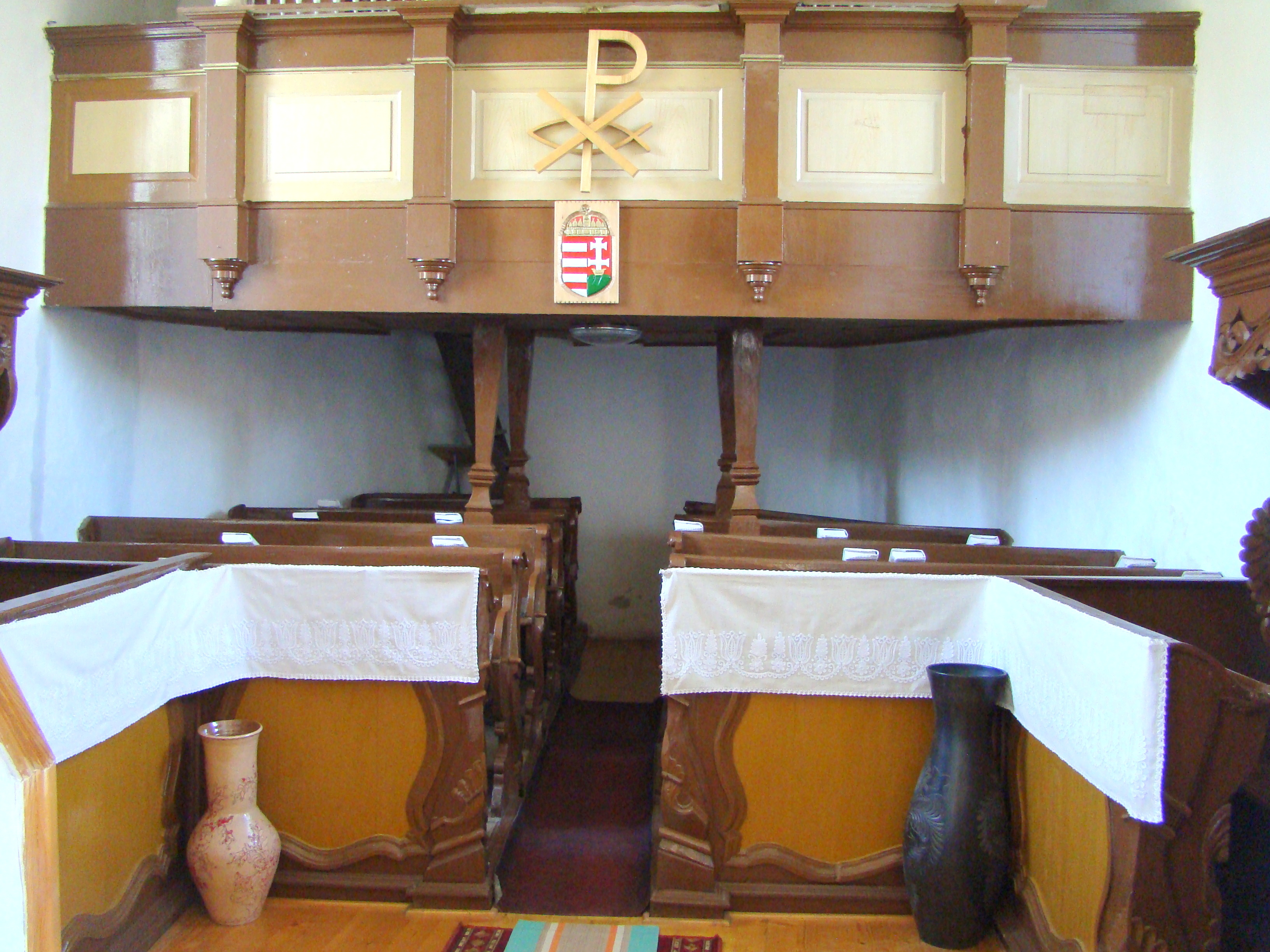
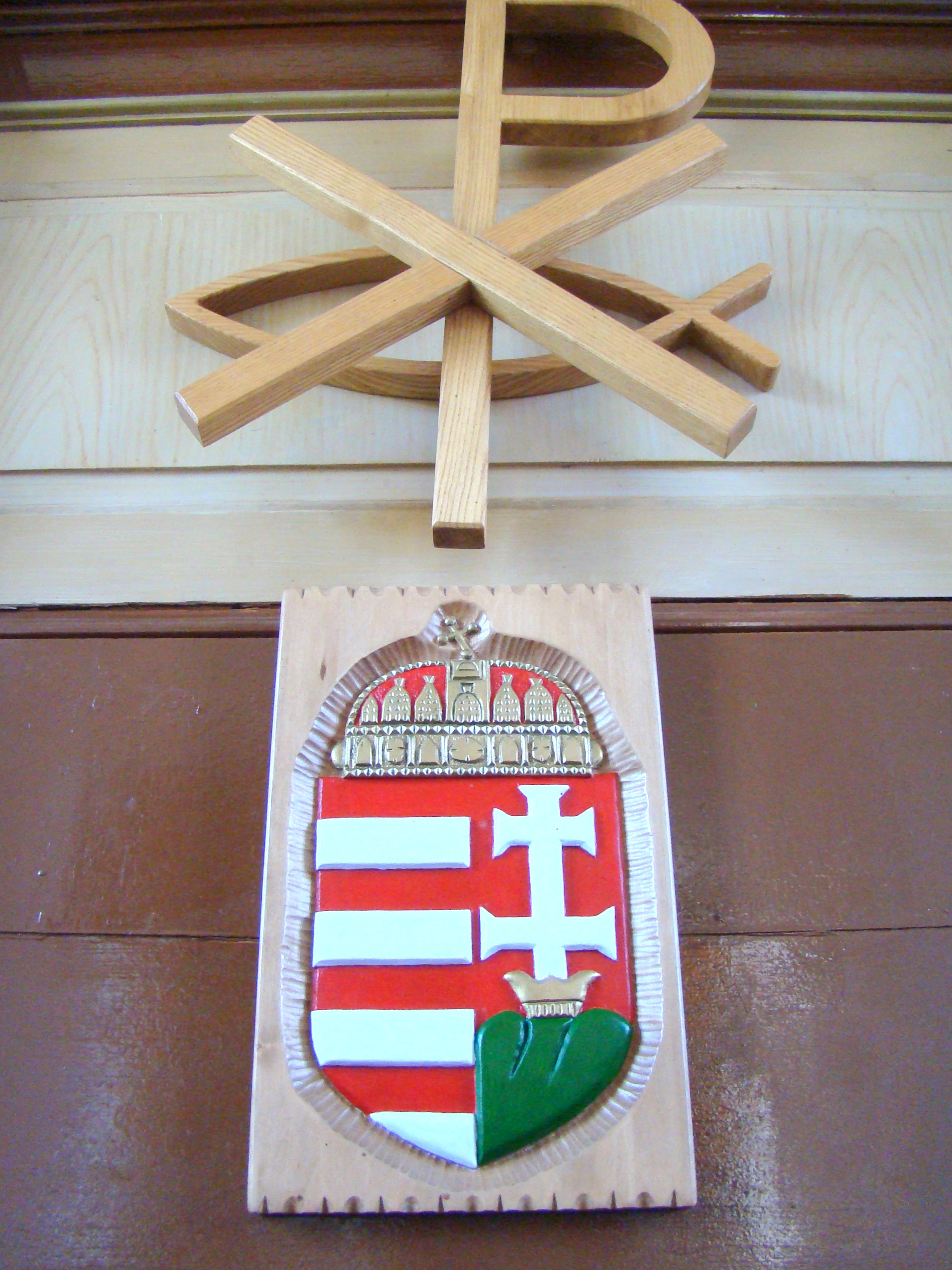
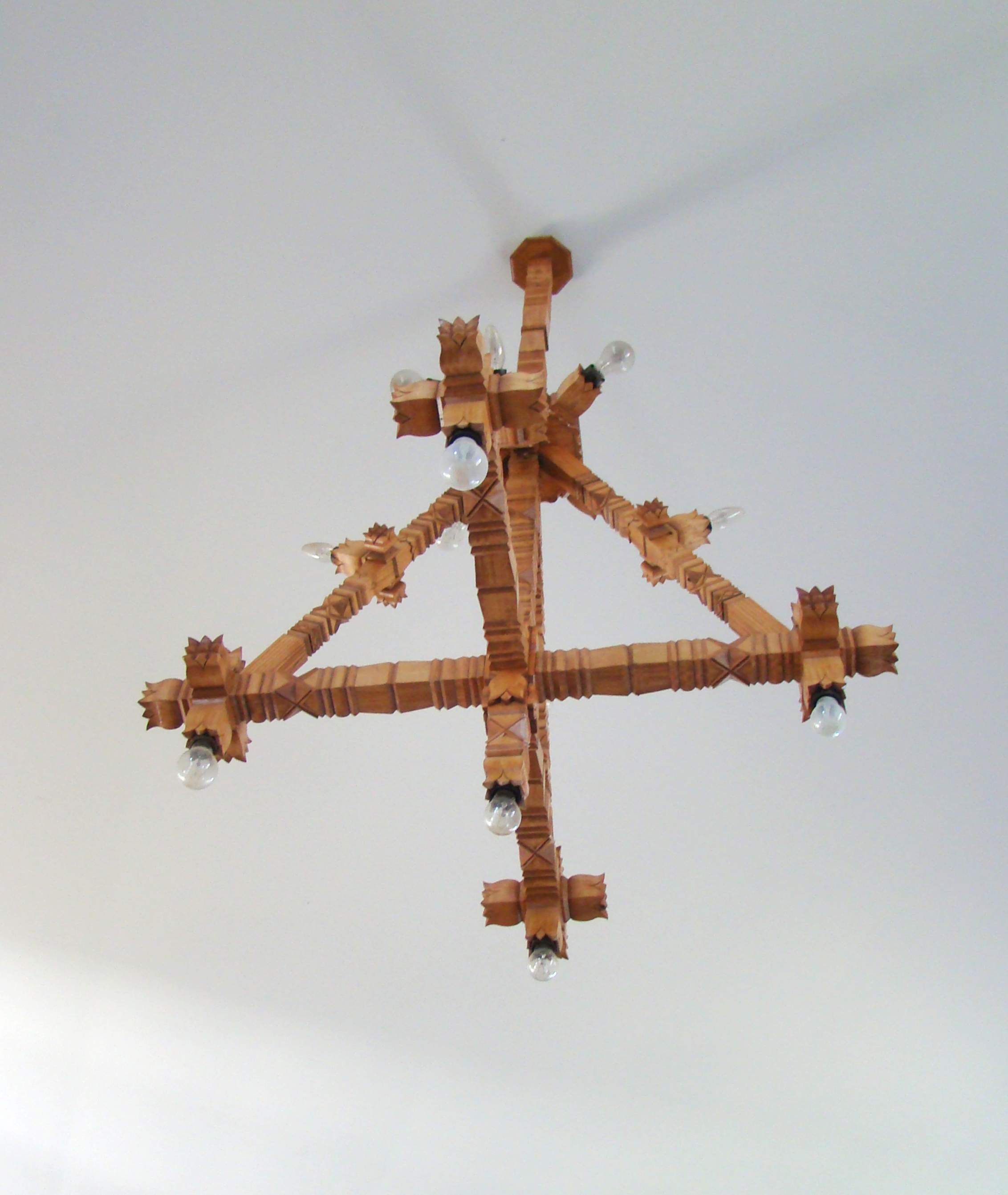
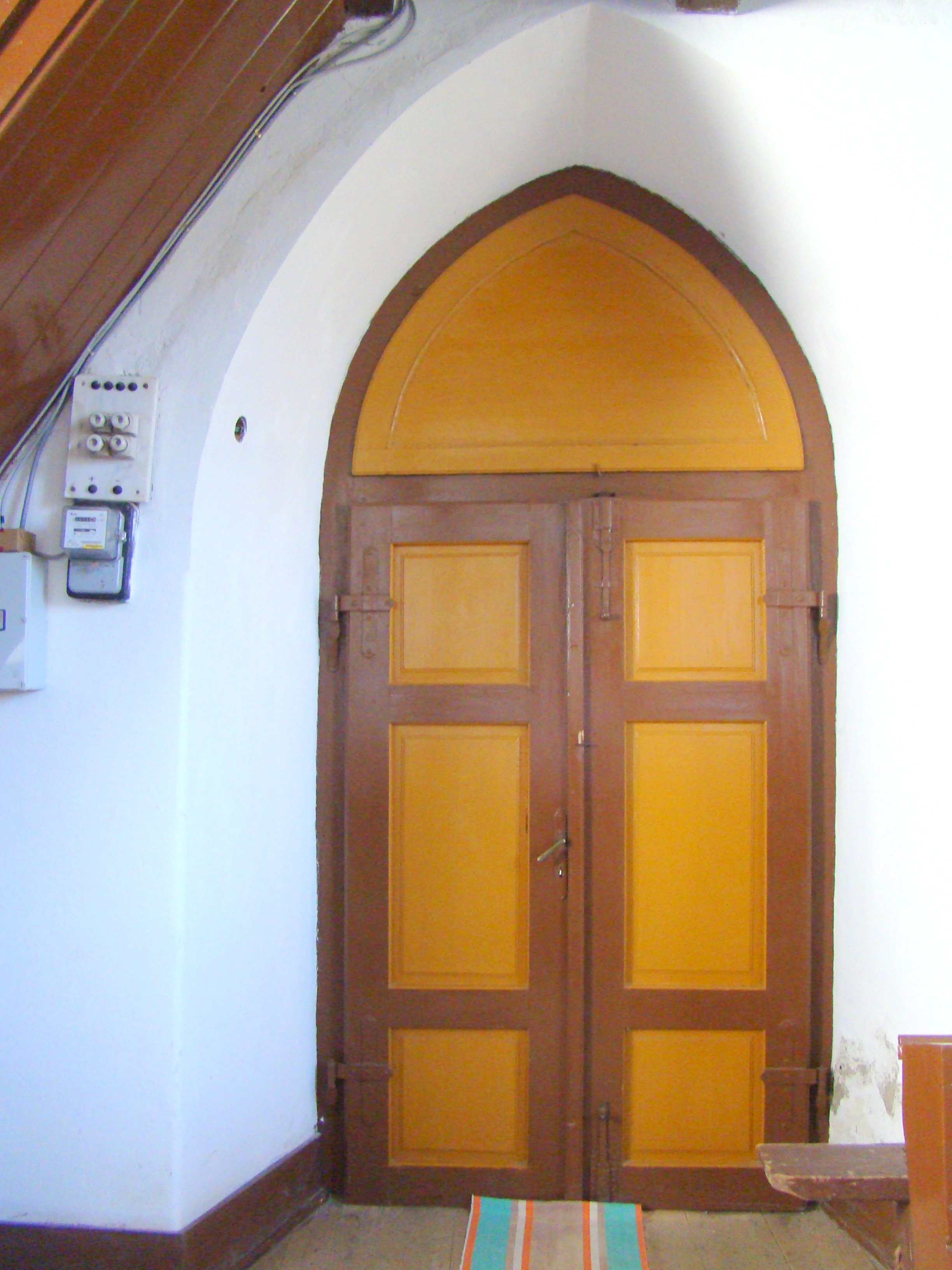